# Morte di papa Giovanni Paolo II
(Ultima parola di papa Giovanni Paolo II)

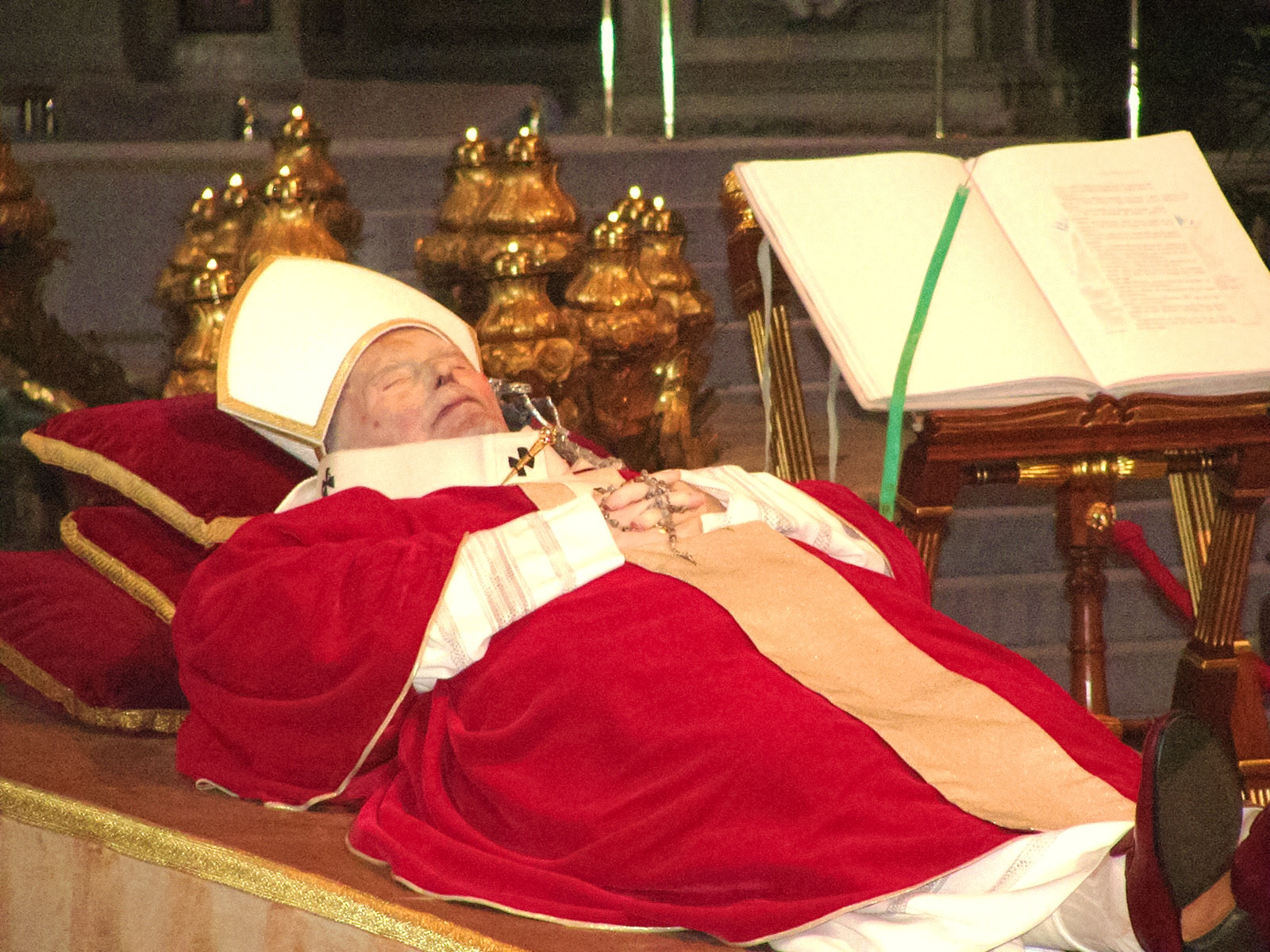
La salma di Giovanni Paolo II esposta all'interno della basilica di San Pietro in Vaticano

La morte di Giovanni Paolo II avvenne il 2 aprile 2005. I funerali del pontefice, scomparso all'età di 84 anni, si svolsero l'8 aprile seguente in piazza San Pietro.

## Aggravamento delle condizioni di salute
Il 1º febbraio 2005 Giovanni Paolo II fu ricoverato all'ospedale Gemelli di Roma (che egli definiva il "Vaticano terzo") a causa di un'infiammazione acuta della laringe e di un laringospasmo, causati da una recidiva dell'influenza.
Il Vaticano riferì il giorno seguente che le condizioni del Santo Padre si erano stabilizzate, ma che sarebbe rimasto in ospedale fino alla completa guarigione. Il papa apparve in pubblico il 6 febbraio per leggere le ultime righe dell'Angelus, con voce roca, dalla finestra della propria stanza d'ospedale, e poi saltò, per la prima volta nei ventisei anni del suo pontificato, la cerimonia del Mercoledì delle ceneri nella basilica di San Pietro, tenuta il 9 febbraio, facendo ritorno in Vaticano il giorno successivo.

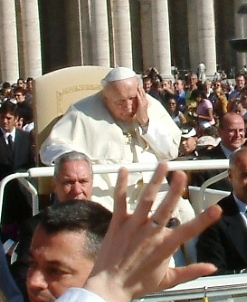
Un affaticato Giovanni Paolo II nel settembre 2004

Il 24 febbraio iniziò ad avere problemi di respirazione accompagnati da febbre e fu nuovamente ricoverato d'urgenza al Gemelli, dove gli venne praticata una tracheotomia. Un collaboratore del Presidente del Consiglio Silvio Berlusconi riferì che il pontefice, al risveglio dopo l'intervento, era "sereno" e aveva alzato la mano cercando di dire qualcosa, ma i medici gli avevano consigliato di non provare a parlare. Il papa elargì "benedizioni silenziose" dalla sua finestra d'ospedale domenica 27 febbraio e domenica 6 marzo; il cardinale Joseph Ratzinger, che lo aveva incontrato per una riunione di lavoro nella sua suite al decimo piano del Gemelli martedì 1º marzo, riferì alla stampa internazionale: «Il papa mi ha parlato in tedesco e in italiano. Era completamente lucido. Ho portato al Santo Padre i saluti dall'assemblea della Congregazione per il culto divino che si sta riunendo in questo momento in Vaticano. Il Santo Padre lavorerà sul materiale che gli ho dato oggi. Sono felice di vederlo completamente lucido e mentalmente capace di dire le cose essenziali con la sua voce. Normalmente parliamo in tedesco. I dettagli non sono importanti. Ha parlato solo delle cose essenziali».
L'8 marzo fu annunciato che il papa avrebbe impartito unicamente la benedizione Urbi et Orbi il giorno di Pasqua, il 27 marzo, mentre le altre cerimonie del Triduo pasquale sarebbero state officiate da cardinali.
Durante l'Angelus di domenica 13 marzo il papa riuscì a parlare ai fedeli per la prima volta dopo la tracheotomia. Nel corso di quella stessa giornata tornò poi in Vaticano dopo quasi un mese di ricovero. La Domenica delle palme (20 marzo) fece una breve apparizione alla sua finestra per salutare i fedeli, che lo acclamarono a migliaia quando agitò in silenzio un ramoscello d'ulivo.
Il 22 marzo sorsero nuove preoccupazioni sulla salute del papa, dopo che i referti riportarono il peggioramento della salute e la mancanza di risposta ai farmaci.
Il 24 marzo il cardinale Giovanni Battista Re sostituì il papa nella celebrazione della messa crismale nella basilica di San Pietro, la mattina del Giovedì santo, mentre il cardinale colombiano Alfonso López Trujillo lo sostituì nella messa in Cena Domini con il rito della lavanda dei piedi al pomeriggio e dichiarò che il pontefice si stava "abbandonando serenamente" alla volontà di Dio. L'ottantaquattrenne Wojtyła seguì il rito tramite la televisione dai suoi appartamenti in Vaticano.
Il 25 marzo il pontefice non partecipò alla Via Crucis al Colosseo e, come il giorno prima, seguì l'evento in televisione dalla sua cappella privata, venendo ripreso dalle telecamere di spalle mentre osservava il rito seduto in poltrona.
Il 27 marzo, per la prima volta nel suo pontificato, non fu in grado di celebrare la messa della domenica di Pasqua: assistette alla celebrazione dalla tv del suo appartamento del Palazzo Apostolico. Apparve per un breve momento alla finestra su piazza San Pietro. Il cardinale Angelo Sodano lesse il messaggio Urbi et Orbi e il papa benedisse la folla personalmente, tentando di parlare, ma senza riuscirci.
Il 30 marzo il papa apparve alla finestra su piazza San Pietro per poco tempo per salutare i 5 000 ragazzi dell'arcidiocesi di Milano, venuti per la professione di fede. Tentò di parlare, ma riuscì ad emettere solo un prolungato sospiro: fu la sua ultima apparizione in pubblico.

## Ultimi giorni
Il 30 marzo al papa venne sistemato un sondino naso-gastrico per aiutarlo a incrementare l'apporto nutritivo; il 31 marzo il papa sviluppò "febbre alta causata da un'infezione dell'apparato urinario", ma non fu portato in ospedale, come invece era stato fatto due volte nel periodo precedente, in quanto aveva espressamente dichiarato la sua volontà di morire nei suoi appartamenti in Vaticano. Più tardi, fonti del Vaticano annunciarono che al pontefice era stata impartita l'unzione degli infermi, come già avvenuto in seguito all'attentato che il papa subì nel 1981. Non è chiaro se il papa abbia ricevuto altresì il perdono apostolico.
Come confermato successivamente dal cardinale Javier Lozano Barragán, il papa coscientemente rifiutò di tornare all'ospedale Gemelli, affermando che le relative cure mediche avrebbero soltanto prolungato la sua agonia.
Il 1º aprile le sue condizioni peggiorarono drasticamente e insorsero insufficienza cardiaca e renale. Notizie raccolte fuori dagli ambienti vaticani riportarono quella mattina che il papa aveva subito un attacco di cuore, ma era rimasto cosciente. Il portavoce vaticano Joaquin Navarro-Valls smentì la voce, ma disse che il papa aveva subito un collasso cardiocircolatorio e giudicò la condizione del papa "molto seria".

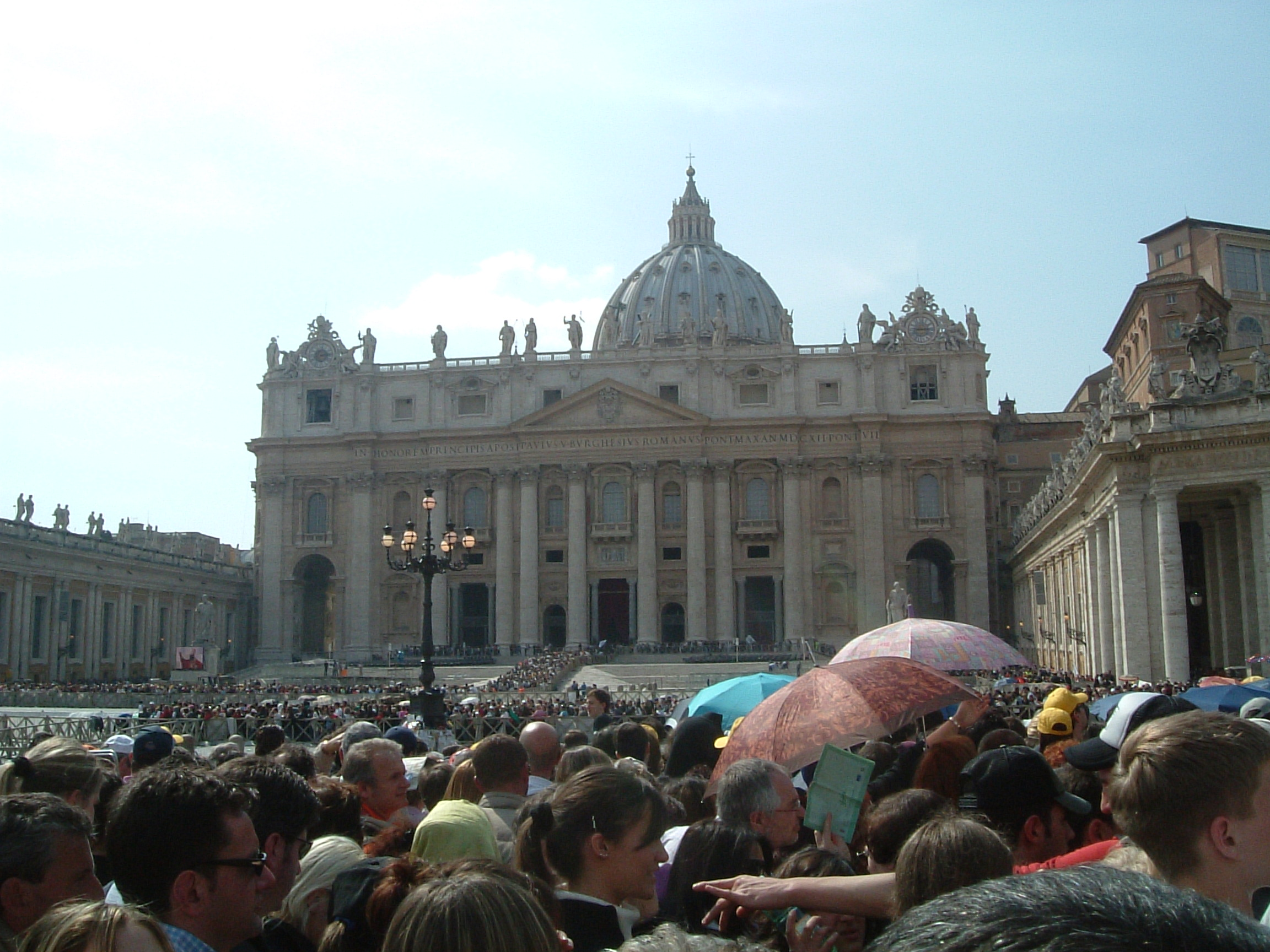
Piazza San Pietro. La folla attende per molte ore di dare l'ultimo saluto al papa

Alle 12:30 circa, il portavoce Navarro-Valls fornì un nuovo aggiornamento sulla salute del papa, confermando che Wojtyła aveva ricevuto l'unzione degli infermi, aveva rifiutato di essere condotto in ospedale e aveva incontrato i suoi più vicini collaboratori. Aveva anche richiesto che gli fossero lette le meditazioni sulla Via Crucis che si era tenuta pochi giorni prima al Colosseo. Alle 19:00 circa i notiziari italiani affermarono che papa Giovanni Paolo II aveva perso conoscenza. Secondo la MSNBC almeno un centro medico aveva affermato che ormai non c'erano più speranze. Prima dell'ulteriore aggravarsi delle sue condizioni, nella serata del 1º aprile, il pontefice venne informato della grande folla presente in piazza San Pietro, composta da molti giovani. Il papa espresse a fatica il suo ultimo pensiero per i giovani, a lui tanto cari, riuscendo a mormorare le parole:
Il giorno 2 aprile le condizioni del papa vennero definite dal bollettino medico del Vaticano "gravissime" e il papa "moribondo". Venne comunicato che il papa aveva "dei momenti di incoscienza" ma non era in coma. Alle 19:00, il Vaticano annunciò che le sue condizioni "rimangono estremamente gravi" e che "durante la sera è stato colpito da una forte febbre", specificando, tuttavia, che "quando viene stimolato dai familiari, risponde correttamente". Fu comunicato che i reni del papa avevano cessato di funzionare. L'ANSA riportò mezz'ora più tardi che aveva perduto coscienza. Molte agenzie media italiane riferirono la morte del papa alle 20:20, ma subito il Vaticano smentì che il papa fosse effettivamente morto, e i resoconti cambiarono. Sky Italia riferì che cuore e cervello funzionavano.
Sotto l'occhio attento dei media di tutto il mondo, Giovanni Paolo II si spense alle 21:37 di quello stesso giorno nel Palazzo Apostolico della Città del Vaticano, in conseguenza di uno shock settico e di un collasso cardiocircolatorio. Ad accompagnare nei suoi ultimi istanti di vita uno dei pontefici più longevi della storia della Chiesa, furono i canti e le preghiere dei presenti in piazza San Pietro. Subito dopo la notizia della morte, la famiglia pontificia ai piedi del suo letto cantò l'Inno del Te Deum. 
Fu l'arcivescovo Leonardo Sandri, sostituto per gli affari generali della Segreteria di Stato, a dover annunciare la morte del pontefice alle migliaia di persone accorse in preghiera in piazza San Pietro:
Subito dopo fu intonato il Salve Regina e le campane della basilica di San Pietro suonarono a lutto.

## Reazioni nel mondo

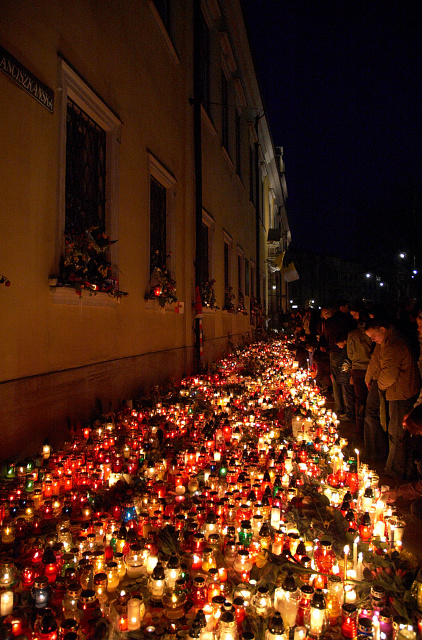
Un altarino improvvisato davanti all'Arcivescovado di Cracovia

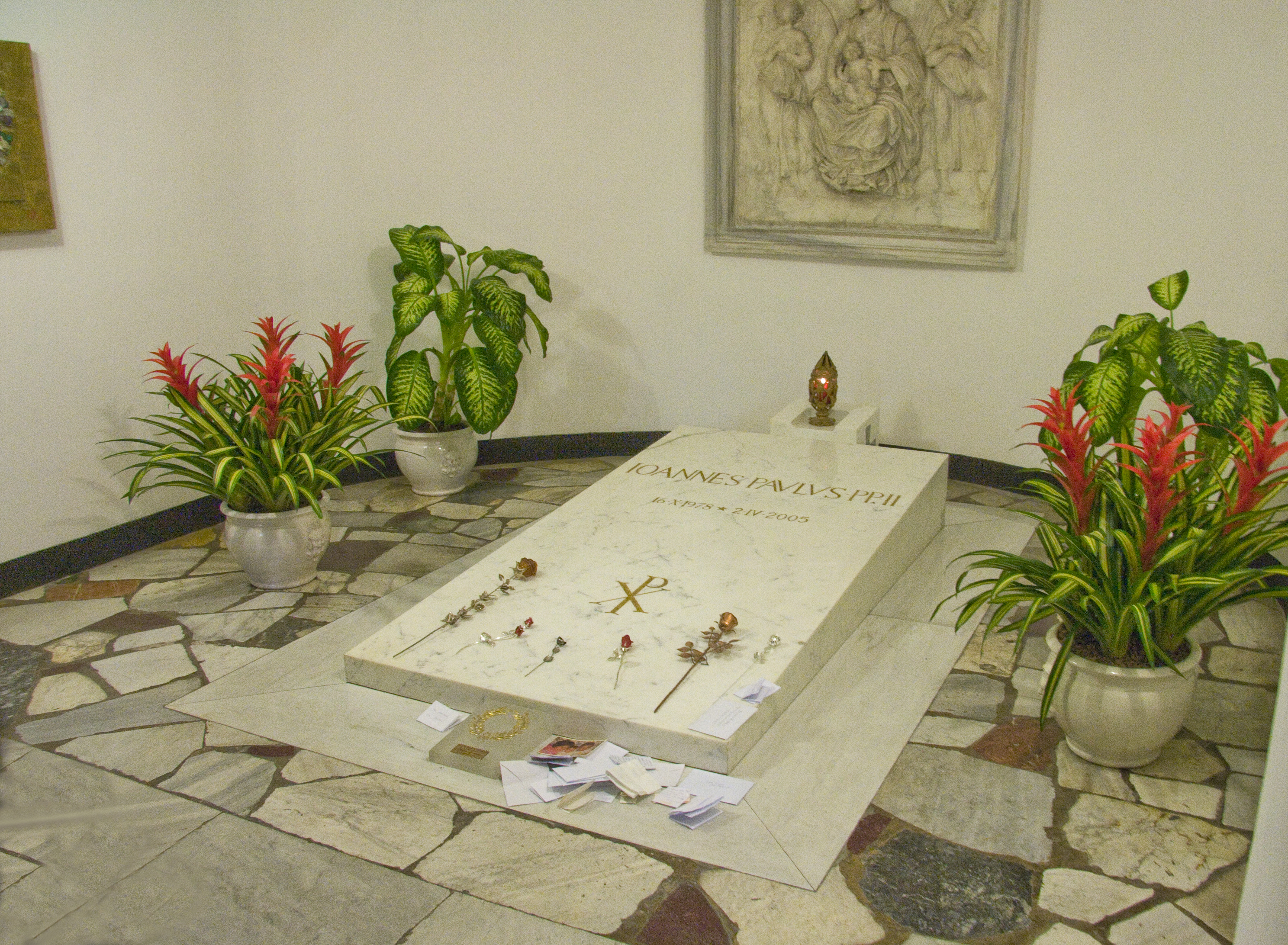
La vecchia tomba di Giovanni Paolo II nelle Grotte Vaticane. Il giorno della beatificazione, il 1º maggio 2011, il feretro venne spostato nella basilica di San Pietro, nella cappella di San Sebastiano

Da quella sera e fino all'8 aprile, quando hanno avuto luogo le esequie, Giovanni Paolo II è stato pianto da una folla di più di tre milioni di pellegrini, moltissimi cattolici nel mondo, e anche molti non cattolici, confluiti a Roma per rendere omaggio alla salma del papa, attendendo in fila anche fino a 24 ore per poter accedere alla basilica di San Pietro in Vaticano.
In Polonia, i cattolici si riunirono nella chiesa di Wadowice, la città natale del pontefice. La televisione di Stato cancellò tutti programmi dal palinsesto a partire dal 1º aprile 2005 e cominciò a trasmettere le celebrazioni liturgiche e speciali sul papa. I cattolici polacchi, che hanno un profondo sentimento di devozione verso il pontefice e si riferiscono a lui come al loro "padre", rimasero particolarmente scossi dalla sua morte. Chiesero che almeno il cuore di Giovanni Paolo II fosse seppellito nella sua patria, ma il papa venne sepolto nelle Grotte Vaticane come la maggior parte dei predecessori.
Molti leader mondiali hanno espresso le loro condoglianze:
- In Argentina gli studenti osservarono qualche minuto di silenzio il primo giorno dopo la morte del papa; il presidente Néstor Kirchner dichiarò: «Milioni di persone hanno pianto Giovanni Paolo II, i suoi insegnamenti ci seguiranno per tutta la vita, per sempre». Il governo proclamò tre giorni di lutto.
- il primo ministro australiano John Howard affermò che papa Giovanni Paolo II dovrebbe essere ricordato come un combattente per la libertà contro il comunismo e un grande leader cristiano.
- In Brasile, il presidente Luiz Inácio Lula da Silva espresse tutta la tristezza del popolo brasiliano. Il governo inoltre proclamò un periodo di lutto nazionale di sette giorni.
- Il primo ministro del Canada Paul Martin disse che «Per un quarto di secolo il papa Giovanni Paolo II fu un simbolo di amore e fede, pace e pietà... La nostra tristezza di oggi è la stessa tristezza di tutto il mondo».
- In Cile il governo dichiarò un periodo di tre giorni di lutto nazionale. Il presidente Ricardo Lagos commentò che «Giovanni Paolo II non sarà lontano da noi. Il suo nome è parte della nostra storia, il suo pensiero sarà di ispirazione per costruire un paese più giusto ed un mondo più pacifico per tutti noi».
- Il presidente colombiano Álvaro Uribe Vélez decretò che le bandiere sugli edifici governativi e delle ambasciate fossero poste a mezz'asta per due giorni. Il presidente, dal canto suo, aveva stigmatizzato le ultime battaglie del papa per la pace nel mondo.
- Le autorità cubane concessero, eccezionalmente, al cardinale Jaime Ortega di rendere una dichiarazione pubblica sulla televisione di stato: «Questo è un uomo che ha portato su di sé il peso morale del mondo per 26 anni... trasformandosi nell'unico referente morale dell'umanità negli ultimi anni di guerra e difficoltà». Fidel Castro proclamò tre giorni di lutto.
- Il primo ministro indiano Manmohan Singh sottoscrisse il libro di condoglianze all'ambasciata vaticana a Nuova Delhi. Il governo indiano proclamò tre giorni di lutto.
- Nel Regno Unito, la regina Elisabetta II espresse "profondo dolore" per la morte di Giovanni Paolo II ricordando i suoi sforzi per promuovere la pace in tutto il mondo. Il primo ministro inglese Tony Blair asserì che il mondo ha perso una guida religiosa che «era riverito dai popoli di ogni fede come da quelli che non ne hanno alcuna».
- Le bandiere in cima alla Casa Bianca e ad altri edifici pubblici negli Stati Uniti furono ammezzate fino al tramonto del giorno della sepoltura di Wojtyła. Il presidente George W. Bush espresse il suo cordoglio per la morte di un «campione della libertà umana», un'«ispirazione per milioni di americani» e un «eroe nei secoli» ed è stato il primo presidente statunitense a presenziare al funerale di un Sommo Pontefice.

Molti paesi a maggioranza cattolica dichiararono il lutto per Giovanni Paolo II. Il governo delle Filippine proclamò il lutto fino al giorno del funerale. Paraguay, Venezuela, Lituania e Gabon proclamarono cinque giorni di lutto, la Costa Rica e San Marino quattro. Tre giorni di lutto furono proclamati dai governi di Italia, Portogallo (nei giorni precedenti il funerale, benché le bandiere nazionali siano state ammezzate sui pubblici edifici il lunedì successivo alla morte del papa), Malta, Croazia, Slovacchia, Haiti, Bolivia, Ecuador, Panama, Repubblica Dominicana, Capo Verde, Seychelles, Malawi, e Timor Est. Ungheria, Romania, Repubblica Ceca, Slovenia, Ucraina, Uruguay, Messico, Costa d'Avorio, Bangladesh, Spagna e Perù proclamarono un giorno di lutto nazionale.
Egitto e Libano furono due dei paesi a maggioranza non cattolica che proclamarono tre giorni di lutto. Il Kosovo proclamò due giorni, e la Bosnia ed Erzegovina e l'Albania proclamarono un giorno. Nella Repubblica di Macedonia tutti gli eventi culturali vennero cancellati il giorno seguente la morte del papa.
La Germania e la Francia ordinarono di abbassare a mezz'asta le bandiere di tutti gli uffici del Governo.
In netto contrasto con altri paesi a larga maggioranza cattolica il Taoiseach d'Irlanda Bertie Ahern dichiarò che non ci sarebbe stato "giorno nazionale di lutto di sorta". Ciò in controversia con una porzione considerevole della popolazione irlandese. I commentatori notarono che la reazione irlandese è in qualche modo mutata e potrebbe essere indicativa della società e della politica irlandesi.
Anche molte guide religiose non cattoliche in tutto il mondo hanno espresso le proprie condoglianze.

## Funerale

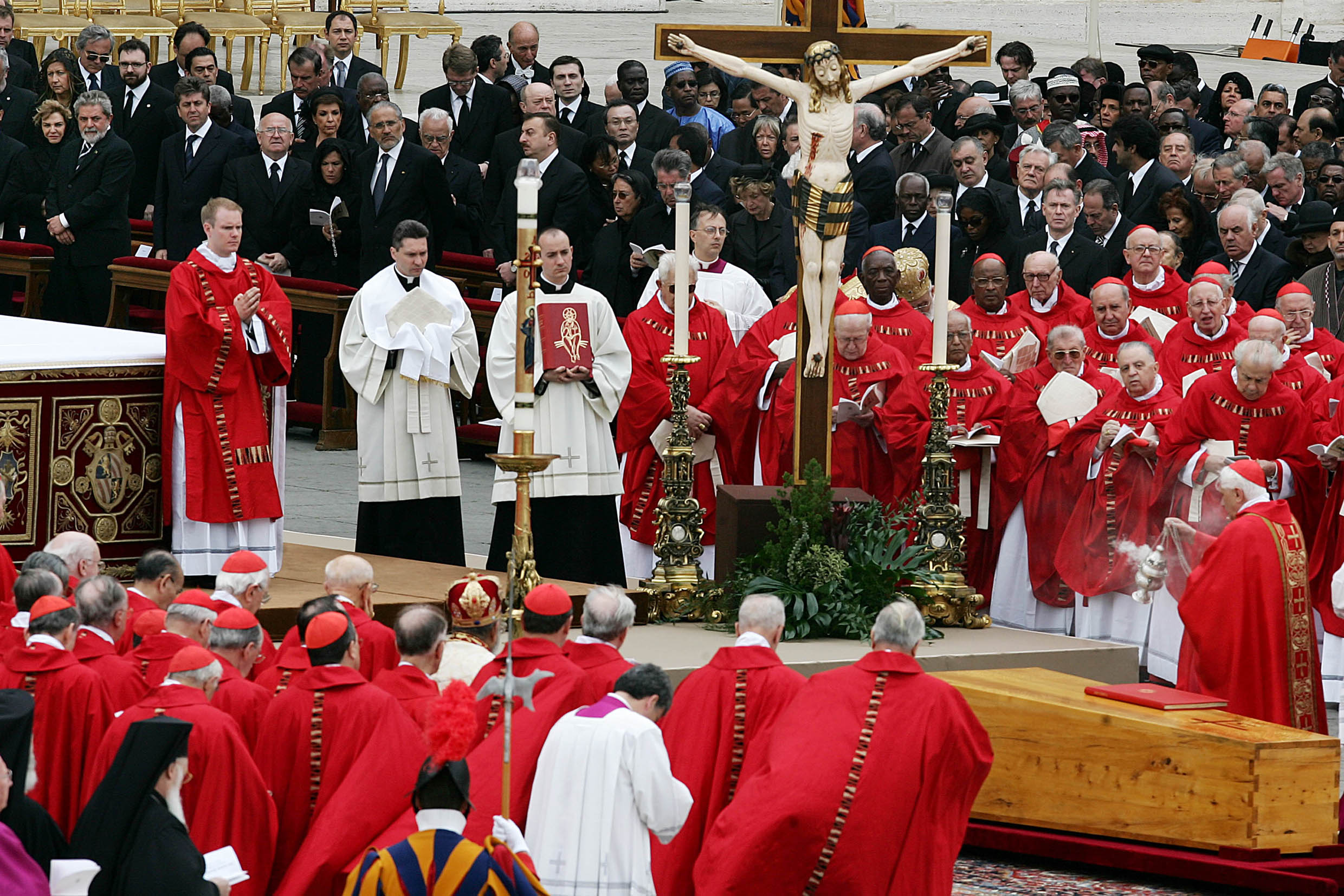
Il cardinale Joseph Ratzinger (futuro papa Benedetto XVI) celebra il funerale

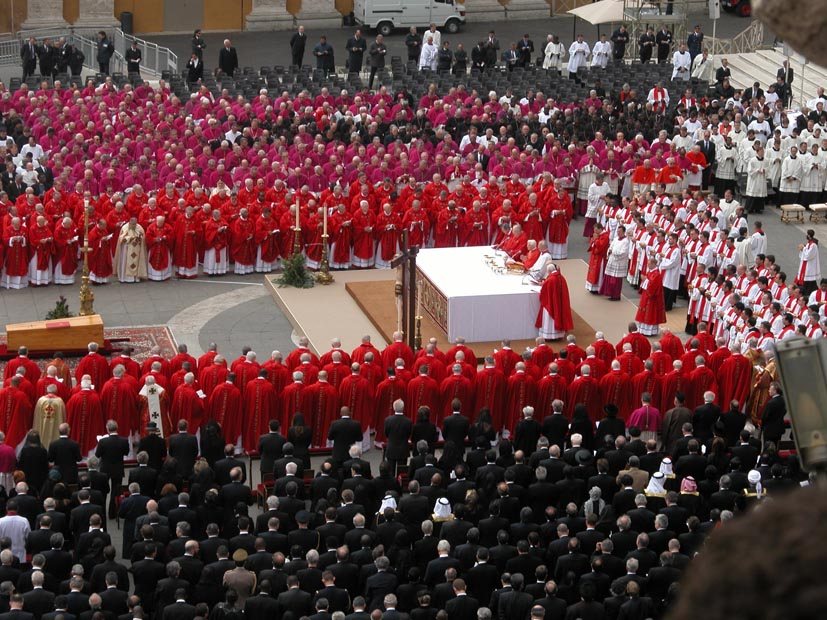
La messa funebre in piazza San Pietro

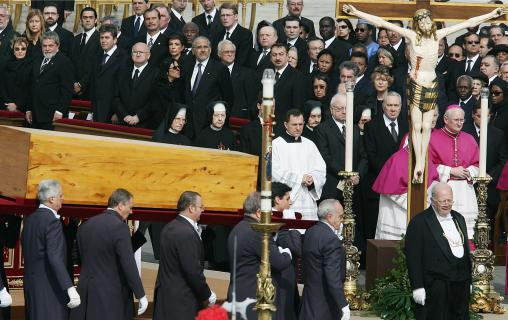
Capi di Stato e religiosi di tutto il mondo riuniti in piazza San Pietro per il funerale

Da lunedì 4 aprile la salma del pontefice fu esposta all'interno della basilica di San Pietro e ricevette l'omaggio di una folla numerosissima (più di 3 milioni di persone), che durante tutto il giorno e tutta la notte ininterrottamente aveva atteso con pazienza il proprio turno, lungo una coda che ha raggiunto una lunghezza di cinque chilometri ed un tempo di attesa di oltre venti ore. L'accesso alla coda, infatti, era stato chiuso alle ore 22:00 di mercoledì 6 aprile per poter smaltire la fila il giorno seguente.
I funerali si svolsero venerdì 8 aprile in piazza San Pietro e furono officiati dal cardinale Joseph Ratzinger, in qualità di decano del Collegio cardinalizio. Furono presenti in piazza molti capi di Stato e di governo e rappresentanti di tutte le religioni.
Diversi pellegrini, al grido di «Santo subito», rimasero vicini fino all'ultimo al papa. Il 28 aprile successivo il neoeletto papa Benedetto XVI ha concesso la dispensa dal tempo di cinque anni di attesa dopo la morte per l'inizio della causa di beatificazione e canonizzazione di Giovanni Paolo II. La causa è stata aperta ufficialmente il 28 giugno 2005 dal cardinale Camillo Ruini, vicario generale per la diocesi di Roma.

## Giovanni Paolo II "il Grande"
Subito dopo la morte di Giovanni Paolo II molte importanti autorità ecclesiastiche, tra cui il cardinale Angelo Sodano durante l'omelia nella messa di suffragio celebrata il 3 aprile in piazza San Pietro, si sono riferiti all'ultimo pontefice come "Giovanni Paolo il Grande". Il titolo di "Grande" è stato storicamente usato come attributo per pochi personaggi, fra cui tre papi: papa Leone I, papa Gregorio I e papa Niccolò I. Si tratta di un uso, tuttavia, alquanto libero, poiché non esiste un procedimento istituzionale per dichiarare "Grande" una persona; avviene col tempo e guadagna credibilità ogni volta che viene utilizzato in un discorso o in forma scritta. Dopo le prime settimane dalla scomparsa del pontefice l'appellativo di "Magno" per Giovanni Paolo II è caduto in rapido disuso.